# فرانک سیورو
فرانک سیورو (به انگلیسی: Frank Sivero) (زاده ۶ ژانویه ۱۹۵۲)، بازیگر آمریکایی است.
از فیلم‌های معروف او می‌توان به بازی در فیلم رفقای خوب و میمون رفتن! اشاره کرد.